# Barta Gergely
Barta Gergely (1978. – ) magyar zeneszerző, karmester.

## Élete
A a Liszt Ferenc Zeneművészeti Egyetemen 2002-ben karvezetői, 2003-ban egyházzenei, 2006-ban zeneszerzői diplomát szerzett. 2007-ben habilitált egyházzene szakon, disszertációjának a címe: Stílus és funkcionalitás kapcsolata kortárs holland szerzők orgonaműveiben. Ugyanettől az évtől oktató ugyanitt. 2009-2013 között a gödöllői Premontrei Szt. Norbert Egyházzenei Szakközépiskola tanára. 2002-2009 közt a Schola Hungarica tagja, 2009-2012 a Gödöllői Kántorátus tagja, 2011-től a Morales Consort tagja

## Díjak és kitüntetések
- 2021: Erkel Ferenc-díj

## Műlista
2007-2015
Szólóművek:
- Missa Sanctæ Crucis – orgona (2007)
- Felix namque – hárfa (2008)
- Fractions – orgona (2008)
- Fractions 2 – billentyűs hangszer (2008)
- Népdal, korál, ornamens – zongora (2010)
- Hal(l)hatatlan melódiák – zongora (2010)
- Három intonáció – orgona (2010)
- Közjátékok zongorára (2010)
- Secundus liber organi (2012)
- 8 korálelőjáték – orgona (2012)
- Noktürnök (Inszomnia) – zongora (2012)
- Tokkáta csembalóra – (2013)

Florilegium – orgona (2013-2015)
Kamaraművek:
- Gloria tibi Trinitas – zongora 4 kézre (2008)
- Invit – fuvola, fagott, vonósnégyes, zongora, ütőhangszerek (2009)
- Ecloga – furulya, vonósnégyes (2009)
- Planctus fragmentum – 4 furulya (2009)
- Megkésett monódiák – furulya, cimbalom (2009)
- Duett egy közös és két változó hangra – fuvola, zongora (2009)
- Három bagatell – elektromos hegedű, zongora (2010)
- Szumma (negatív) – fuvola, zongora (2010)
- Vonósnégyes (2011)
- Részletek a végtelen monológból – fuvola, zongora (2011)
- Vor deinen Thron – vonósötös (2012)
- Arabeszk – vonósötös (2013)
- Sacræ Symphoniæ – fuvola, klarinét, 2 hegedű, ütő (2014)
- Alteræ Symphoniæ Sacræ – klarinét, 2 hegedű (2014)

Vokális művek:
- Missa ad usum scholæ – kamarakórus (2007)
- Triptichon B.M.V. – női hang, orgona (2008)
- Stasimon – mezzoszoprán, bariton, oboa, angolkürt, klarinét, basszusklarinét, fagott (2008)
- Madrigál – kamarakórus (2008)
- 3 hymni – kamarakórus (2008)

Offertory-Diary – kamarakórus (2008)
Missa D. N. Jesu Christi Universorum Regis – kamarakórus (2008)
- 9 Introitus – kamarakórus (2008)
- Missa „Stelliferi conditor orbis” – kamarakórus (2009)
- 30 dal gyerekhangokra és zongorára (2009)
- Heterofón repetendák – kamarakórus (2009)
- Vesperas Sancti Norberti – kamarakórus (2009)
- 5 Deo gratias uzuális stílusban – kamarakórus (2009)
- Parvus liber hymnorum – kamarakórus (2010)
- Missa „punctus contra punctum” – kamarakórus (2010)
- Communion-Diary – kamarakórus (2010)
- Vesperale Gregorii Bartæ (Tomus primus) – kamarakórus (2010)
- Vesperale Gregorii Bartæ (Tomus secundus) – kamarakórus (2010)
- Szeptemberi quodlibet – kamarakórus (2010)
- Deus tuorum militum – kamarakórus (2010)
- Psalter-Fragment – kamarakórus (2011)
- Vesperale Gregorii Bartæ (Tomus tertius) – kamarakórus (2011)
- Korálmotetták három szólamra – kamarakórus (2011)
- Vi(t)a (Tóth B.) – férfihang, zongora, ütőhangszerek (2011)
- Három madrigál – kamarakórus (2011)
- Korálmotetták négy szólamra – kamarakórus (2012)
- Offertoria – kamarakórus (2012)
- Miscellanea – kamarakórus (2012)
- Korálmotetták két szólamra – kamarakórus (2012)
- Missa „Cunctipotens genitor Deus” – kamarakórus (2012)
- Missa sine nomine – kamarakórus (2012)
- 10 dal gyerekhangokra és zongorára (2013)
- Interfectio puerorum (misztériumjáték) – vegyeskar, gyerekkar, szólisták, 2 orgona,

ütőhangszerek (2013)
- Zsoltárkánonok és falsobordonék – kamarakórus (2013)
- Nichtzurückkehrtag (Fr. Rückert) – alt, zongoranégyes (2014)
- Psalmus quinquagesimus – (2014)
- Psalterium Gregorii Bartæ – (2014)
- Antiphonae finales – (2014)
- Hymnarium (Prima pars)– (2014)
- A csalogány (Oláh Dóra) – gyerek- vagy nőikar (2015)
- Hymnarium (Secunda pars) – (2015)

Suffragia – (2015)
- Qui invenit mulierem – (2015)
- Psalterium Gregorii Bartæ (Tomus secundus) – (2015)

Zenekari művek:
- In festo Pasche – szimfonikus zenekar (2000)
- U(nd) s(o) w(eiter) – szimfonikus zenekar (2006)
- Review – szimfonikus zenekar (2008)